# Ken Aston
Kenneth George "Ken" Aston, född 1 september 1915 död 23 oktober 2001, var en engelsk fotbollsdomare. Ken Aston var med och utvecklade mycket viktiga beslut och regler för FIFA, bland annat regelverket med rött kort och gult kort.

## Fotnoter
1. 1 2  Encyclopædia Britannica, Encyclopædia Britannica Online-ID: biography/Kenneth-George-Astontopic/Britannica-Online, läst: 9 oktober 2017.[källa från Wikidata]
2. ↑  läs online, www.telegraph.co.uk  .[källa från Wikidata]
3. ↑  läs online, www.ussoccer.com  .[källa från Wikidata]
4. ↑  läs online, www.talkfootball.co.uk .[källa från Wikidata]
5. ↑  läs online, connection.ebscohost.com  .[källa från Wikidata]
6. ↑  läs online, worldreferee.com .[källa från Wikidata]
7. ↑  läs online, observer.gm  .[källa från Wikidata]
8. ↑  läs online, www.fifa.com  .[källa från Wikidata]